# Palau Hoyos
El Palau Hoyos (o Palais Hoyos) és un edifici modernista del districte de Landstraße de Viena, Àustria.

## Història
El palau va ser construït, juntament amb altres dos edificis, per Otto Wagner a finals del segle XIX. Durant la realització del palau es pretenia seguir l'estil de l'historicisme, i la façana és rococó i d'estil secessió de Viena (Art Nouveau).
Wagner es va quedar l'edifici del mig, Rennweg 3 (Palais Hoyos), per a ell, mentre que Gustav Mahler va viure a l'edifici adjacent, Rennweg 5, de 1898 a 1909.
El lloc va albergar l'hospital de la Trinitat i les casernes de la unitat militar kk adelig-polnischen Leibgarde, que més tard es van anomenar Arcièren-Leibgarde .
L'any 1903, el palau va ser comprat per la comtessa vídua Marie Hoyos. La família Hoyos posseïa un altre palau a la Ringstraße, que avui es coneix com a Hotel Bristol.
El 1957, el palau de Rennweg va ser venut per la família Hoyos a Iugoslàvia, per tal de servir com a ambaixada a Àustria. Després de la dissolució de Iugoslàvia, l'edifici va passar a ser possessió de Sèrbia, servint al mateix objectiu.
Després de l'acord dels estats successors iugoslaus sobre la distribució dels actius estrangers de l'antic país el 2011, l'edifici va passar a Croàcia. El 2013, el Ministeri d'Afers Exteriors de Croàcia va iniciar una renovació important (4,6 milions de kuna, o més de 600.000 euros) per traslladar-hi l'ambaixada de Croàcia des de la Heuberggasse 10.

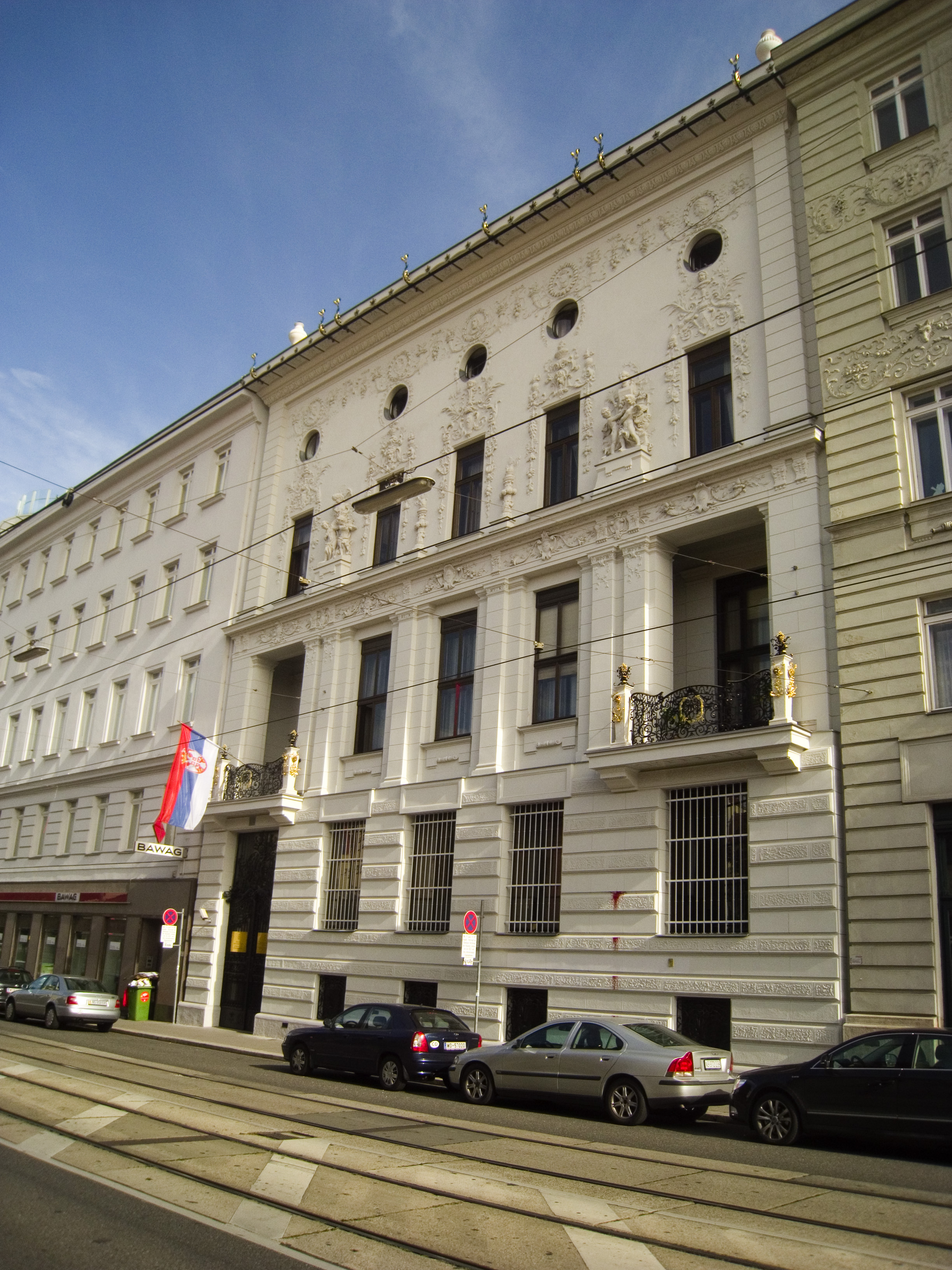
La façana de l'edifici l'any 2010 quan feia d'ambaixada de Sèrbia a Viena.